# Walenty Ziętara
Walenty Ziętara [výsl. přibližně valenty žentara] (* 27. října 1948 Nowy Targ Polsko) je bývalý polský hokejový útočník, pravé křídlo a hokejový trenér.

## Hráčská kariéra

### Klubová kariéra
V polské lize hrál za Podhale Nowy Targ a GKS Tychy. Ve švýcarské druhé nejvyšší soutěži hrál za EHC Dübendorf. Byl pětkrát nejlepším střelcem polské ligy.

### Reprezentační kariéra
Polsko reprezentoval na dvou olympijských hrách (v letech 1972, a 1976) a 11 turnajích mistrovství světa v letech 1969, 1970, 1971, 1972, 1973, 1974, 1975, 1976, 1977, 1978 a 1979, z toho pětkrát elitní skupiny A.

## Trenérská kariéra
Pracoval jako hlavní trenér u polského národního týmu do 18 let.